# Adelais de Pedrolo i Fabregat
Adelais de Pedrolo i Fabregat   (Barcelona, 1951) és una activista cultural catalana. Filla de Manuel de Pedrolo i Josefina Fabregat, és la fundadora i directora de la Fundació Manuel de Pedrolo constituïda el 2005. Es dedica a promocionar l'obra del seu pare mitjançant la fundació privada a Tàrrega (situada a la casa pairal dels Pedrolo) i amb xerrades a instituts, a entitats, etc. Ha estat impulsora de diverses exposicions a sala d’exposicions del castell de Concabella (la Segarra) on es troba l'exposició pública permanent “L’Espai Pedrolo”.